# Grammodes incompleta
Grammodes incompleta là một loài bướm đêm trong họ Erebidae.